# Raúl Banfi
Pour les articles homonymes, voir Banfi (homonymie).
Raúl Banfi (né le 14 novembre 1914 à Montevideo en Uruguay et mort le 25 juin 1995) est un joueur de football uruguayen, qui évoluait au poste d'attaquant.

## Biographie
Il arrive en Italie au Modène FC en provenance du club de sa ville natale du Racing Club Asociación Civil. Lors de sa première saison italienne, en Serie A 1939-1940, il inscrit 9 buts en 16 matchs, mais ne peut empêcher son équipe de descendre en Serie B.
Ses bonnes prestations lui permettent d'être remarqué par plusieurs équipes, dont celle de la Juventus, qu'il finit par rejoindre, devenant par la même occasion, le premier joueur uruguayen de l'histoire du club. 
À Turin (où il dispute son premier match le 2 novembre 1941 lors d'un match nul 1-1 contre Genova 1893), il ne réussit pas à s'imposer dans l'effectif de la Vieille Dame à cause de la forte concurrence en attaque (notamment avec l'albanais Riza Lushta), inscrivant seulement 4 buts en 12 matchs, dont 3 en une seule semaine : un but contre le Milan le 16 novembre 1941, ainsi qu'un doublé le 23 novembre contre l'Atalanta. Son dernier but en bianconero arriva en février, contre la Fiorentina.
À la fin de la saison, il retourne à Modène, où il reparvient à s'imposer en tant que titulaire. 
Il termina ensuite sa carrière à Mantoue, devenant également le premier uruguayen à jouer sous les couleurs du club, puis enfin à Prato, en Série B.

## Palmarès
Juventus
- Coupe d'Italie (1) :
  - Vainqueur : 1941-1942.